# 미스코리아 비밀의 화원
《미스코리아 비밀의 화원》은 대한민국의 JTBC의 예능 프로그램이다. 대한민국을 대표하는 영원한 아름다움, 57년의 역사를 이끌어온 역대 미스코리아들이 한자리에 모여 화려한 추억과 인생에 대해 이야기하는 미스코리아 토크쇼 프로그램이다.

## 방송 시간
- 2013년 7월 14일 ~ 2013년 10월 27일 : 매주 일요일 밤 11시

## 출연자

### 1회 ~ 2회
- 패널: 노사연, 송은이, 김새롬, 장성규
- 미스코리아: 이성혜(2011 진), 공평희(2011 미), 박가원(2007 선), 박샤론(2006 선), 장윤서(2006 선), 기윤주(2002 미), 김지연(1997 진), 조혜영(1997 선), 이은희(1996 진), 권민중(1996 한국일보), 김예분(1994 미), 김미숙[2](1994 미), 권정주[3](1990 엘칸토), 홍여진(1979 선), 김재키(1977 미)

### 3회 ~ 4회
- 패널: 노사연, 송은이, 김새롬, 장성규, 뮤지
- 미스코리아: 이성혜(2011 진), 정소라(2010 진), 박샤론(2006 선), 기윤주(2002 미), 이정민(1998 미), 김지연(1997 진), 조혜영(1997 선), 이은희(1996 진), 권민중(1996 한국일보), 김예분(1994 미), 김미숙(1994 미), 이혜정(1990 한국일보), 임지연(1984 태평양), 홍여진(1979 선), 유영애(1970 진)

### 5회 ~ 6회
- 패널: 노사연, 송은이, 김새롬, 장성규
- 미스코리아: 이성혜(2011 진), 정소라(2010 진), 박예주(2009 미), 박샤론(2006 선), 정아름(2001 무크), 신정선(2000 선), 김지연(1997 진), 조혜영(1997 선), 이은희(1996 진), 권민중(1996 한국일보), 김예분(1994 미), 김미숙(1994 미), 이혜정(1990 한국일보), 임지연(1984 태평양), 홍여진(1979 선), 김재키(1977 미)

### 7회 ~ 8회
- 패널: 노사연, 송은이, 김새롬, 장성규, 황광희
- 미스코리아: 김이슬(2011 선), 공평희(2011 미), 이귀주(2010 미), 박샤론(2006 선), 신정선(2000 선), 이정민(1998 미), 김지연(1997 진), 조혜영(1997 선), 이은희(1996 진), 권민중(1996 한국일보), 김미숙(1994 미), 권정주(1990 엘칸토), 이혜정(1990 한국일보), 임지연(1984 태평양), 홍여진(1979 선)

### 9회 ~ 10회 미스코리아 vs 슈퍼모델
- 패널: 노사연, 송은이, 장성규
- 미스코리아: 정소라(2010 진), 박샤론(2006 선), 정아름(2001 무크), 김지연(1997 진), 이은희(1996 진), 권민중(1996 한국일보), 권정주(1990 엘칸토), 홍여진(1979 선)
- 슈퍼모델: 이정현(2012년 2위), 이샘(2007년 1위), 정경진(2005년), 김새롬(2004년), 한혜지(2003년), 김효진(2000년), 한영(1998년 3위), 이선진(1995년 2위)

### 11회 ~ 12회 추석특집 미코자식 상팔자
- 패널: 노사연, 송은이, 김새롬, 장성규
- 미스코리아: 이성혜(2011 진), 정소라(2010 진), 박예주(2009 미), 박샤론(2006 선), 이정민(1998 미), 김지연(1997 진), 이은희(1996 진), 권민중(1996 한국일보), 김인영[4](1992 국제페리), 권정주(1990 엘칸토), 임지연(1984 태평양), 홍여진(1979 선), 김재키(1977 미)
- 미스코리아 가족: 정한영(정소라 아버지), 김정미(이성혜 어머니), 권세린(김재키 딸), 김지수(권정주 딸), 이동숙(이정민 어머니), 서민정(김인영 딸), 송나윤(박예주 어머니)

### 13회 ~ 14회 살림의 여왕
- 패널: 노사연, 송은이, 김새롬, 장성규
- 미스코리아: 정소라(2010 진), 이슬기(2009 미), 박가원(2007 선), 박샤론(2006 선), 장윤서(2006 선), 정아름(2001 무크), 신정선(2000 선), 이정민(1998 미), 조혜영(1997 선), 김지연(1997 진), 권민중(1996 한국일보), 이은희(1996 진), 권정주(1990 엘칸토), 임지연(1984 태평양), 홍여진(1979 선), 김재키(1977 미)

### 15회 ~ 16회
- 패널: 노사연, 송은이, 김새롬, 장성규
- 미스코리아: 이성혜(2011 진), 정소라(2010 진), 박가원(2007 선), 박샤론(2006 선), 장윤서(2006 선), 기윤주(2002 미), 이정민(1998 미), 조혜영(1997 선), 김지연(1997 진), 권민중(1996 한국일보), 이은희(1996 진), 권정주(1990 엘칸토), 임지연(1984 태평양), 홍여진(1979 선), 김재키(1977 미)

## 토크 진
- 1대: 김지연 (1997 진) - 1~2회
- 2대: 유영애 (1970 진) - 3~4회
- 3대: 이혜정 (1990 한국일보) - 5~6회
- 4대: 이은희 (1996 진) - 7~8회
- 5대: 권정주 (1990 엘칸토), 이선진 (1995년 2위) - 9~10회
- 6대: 이정민 (1998 미) & 이동숙 (이정민 어머니) - 11회~12회
- 7대: 정소라 (2010 진) - 13~14회
- 8대: 홍여진 (1979 선) - 15~16회